# 1942年の政治
1942年の政治（1942ねんのせいじ）では、1942年（昭和17年）の政治分野に関する出来事について記述する。

## できごと

### 1月

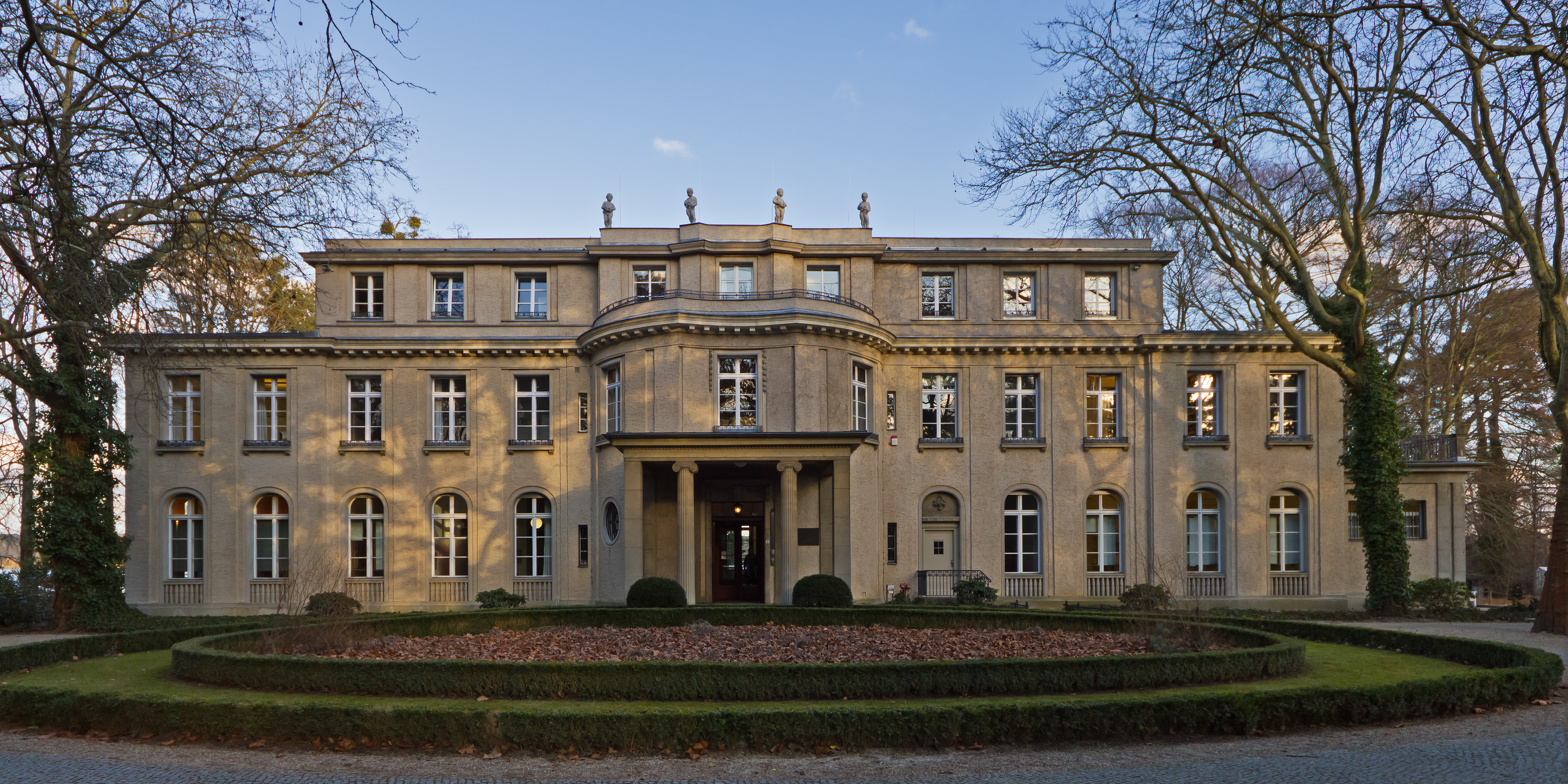
ユダヤ人問題の最終的解決について討議されたヴァンゼー湖畔の別荘。現在はヴァンゼー会議記念館となっている。

- 1月1日 - ワシントンD.C.で連合国共同宣言調印（枢軸国との単独不講和を確認）。
- 1月2日 - 日本軍、マニラを占領。
- 1月8日
  - 英米軍、タイ王国の都市攻撃を開始。
  - 第1回大詔奉戴日。
- 1月11日 - 日本軍、セレベス島に上陸。
- 1月18日 - ベルリンで日独伊軍事協定調印（米国西海岸を日本、米国東海岸を独伊の作戦地域と決定）。
- 1月20日 - ヴァンゼー会議。「ヨーロッパ・ユダヤ人問題の最終的解決」を討議。
- 1月23日 - 日本軍がラバウルに上陸。
- 1月25日 - タイ王国が英米に対して宣戦布告。

### 2月

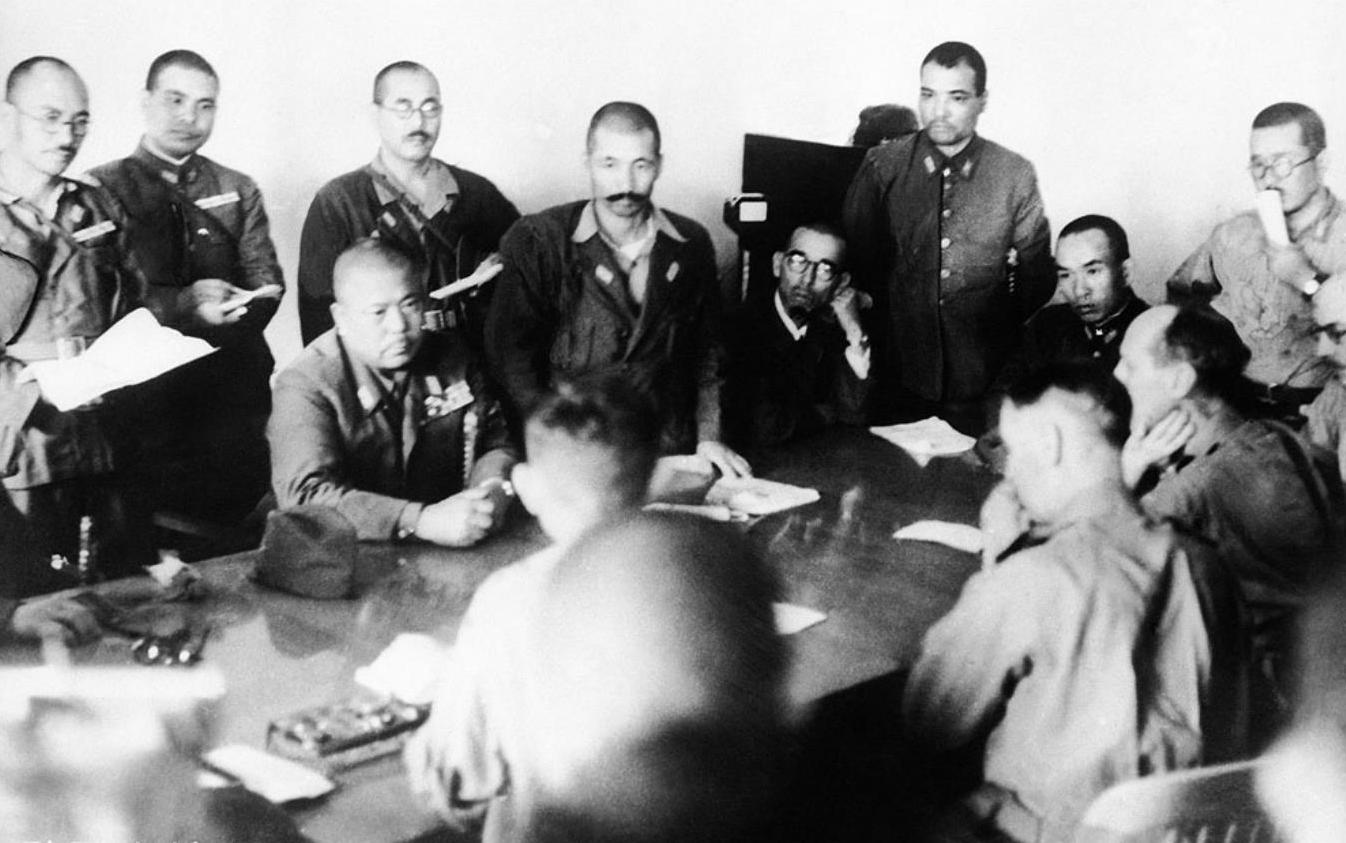
降伏交渉を行う山下奉文大将とシンガポール駐留イギリス軍のアーサー・パーシバル中将

- 2月1日 - 中国共産党で整風運動がはじまる。
- 2月15日 - 日本軍、シンガポールを占領。
- 2月18日 - 閣議、翼賛選挙貫徹国民運動基本要綱を決定。
- 2月21日 - 食糧管理法公布。

### 4月
- 4月6日 - 翼賛政治体制協議会、衆議院候補者（各区1人ずつ計467人）を推薦。
- 4月24日 - 尾崎行雄、選挙応援演説で不敬罪に問われる（尾崎不敬事件）。
- 4月30日 - 第21回衆議院議員総選挙（翼賛選挙）実施。

### 5月

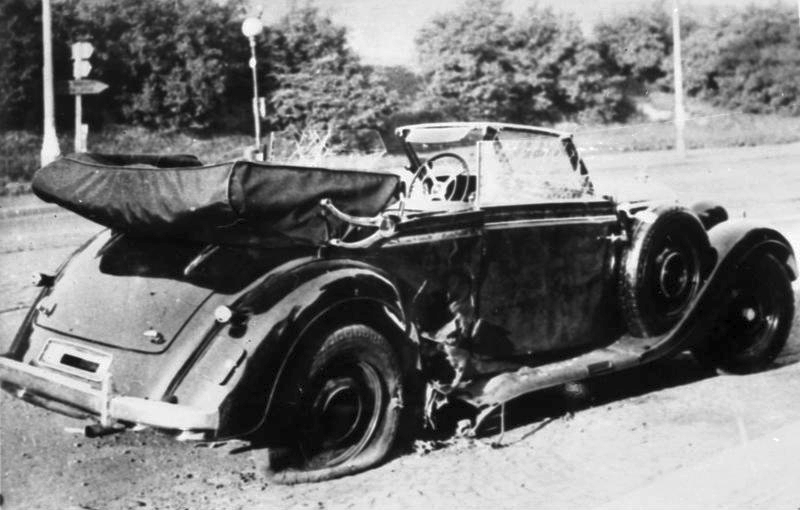
手榴弾の破片で右側のフェンダーを破壊されたラインハルト・ハイドリヒのメルセデスベンツ

- 5月7日 - 日本軍、コレヒドール島占領。
- 5月20日 - 翼賛議員同盟を解消、翼賛政治会発足。
- 5月25日 - 第80臨時議会召集。
- 5月27日 - プラハでラインハルト・ハイドリヒがイギリスの支援下にあった暗殺部隊の襲撃を受ける。ハイドリヒは6月4日に没する。（エンスラポイド作戦）
- 5月28日 - メキシコが枢軸国に対して宣戦布告。

### 6月
- 6月5日 - ミッドウェー海戦。
- 6月10日 - ナチス・ドイツがハイドリヒ暗殺の報復としてチェコのリディツェで住民を虐殺。
- 6月24日 - ナチス・ドイツがハイドリヒ暗殺の報復としてチェコのレジャーキで住民を虐殺。

### 7月
- 7月16日 - ナチス・ドイツ占領下のフランスでユダヤ人1万3000人が一斉に検挙（ヴェロドローム・ディヴェール大量検挙事件）。
- 7月24日 - 情報局、新聞統合を発表。地方紙は一県一紙に統合。

### 8月
- 8月7日 - 米軍、ガダルカナル島上陸。反攻に転じる。

### 9月
- 9月1日 - 閣議、大東亜省設置を決定。東郷茂徳外務大臣は辞任。

### 10月
- 10月15日 - 統制物資譲渡制限令（強制買い上げ）実施。

### 11月
- 11月1日 - 大東亜省開庁。拓務省、興亜院など29局13部を廃止、官吏17万人を削減。
- 11月8日 - 連合国軍が北アフリカ上陸作戦を開始（トーチ作戦）。
- 11月9日 - 仏ヴィシー政権、連合国軍の北アフリカ上陸作戦に抗議し対米国交断絶。
- 11月10日
  - 中野正剛、早稲田大学大隈講堂において東條首相を弾劾する演説会。
  - 仏ヴィシー政権のフランソワ・ダルラン総司令官が、フランス領アルジェリアのヴィシー政府軍と連合国軍の休戦協定を締結。
- 11月11日 - 独軍がヴィシー政権統治下のフランス本土を占領（アントン作戦）。
- 11月12日 - 第三次ソロモン海戦（〜11月15日）。
- 11月22日 - 独軍がスターリングラードでソ連軍に包囲さる（スターリングラード攻防戦）。

### 12月
- 12月10日 - ナチス下のポーランド政府が国内でのホロコーストを報告。
- 12月17日 - 米国大統領ルーズベルトと英国首相チャーチルが連合軍代表としてユダヤ人排除に対する国際連合共同宣言（英語版）を発表。
- 12月20日 - 汪兆銘南京政府主席来日。
- 12月24日
  - 第81議会召集。
  - ダルラン提督が暗殺される。
- 12月31日 - 大本営、ガダルカナル島撤退を決定。